# Gösingtunnel
Der Gösingtunnel ist der Scheiteltunnel der schmalspurigen Mariazellerbahn.

## Lage
Der mit 2.369 m längste Tunnel der Bahnstrecke befindet sich zwischen Kilometer 64,324 und 66,693, in ihm erreicht die Mariazellerbahn mit 892 Metern ü. A. den höchsten Punkt der Strecke. Er führt unter dem Höhenzug des Turmkogels (1245 m) bei Wastl am Wald hindurch und verbindet die Ortschaften Puchenstuben und Gösing.
Vom Nordportal auf einer Höhe von 874,4 m steigt die Strecke auf einer Länge von 1.400 m weiter mit 14 ‰ an, fällt dann auf 300 m mit zuerst nur 1 ‰ und dann bis zum Südportal auf 891,5 m mit 3 ‰ Gefälle.

## Geschichte
Der Tunnel wurde im Zuge des Bahnbaues in einer Dauer von einem Jahr und 200 Tagen erbaut und 1906 vollendet, der Bau erfolgte großteils händisch mittels elektrisch betriebener Tunnelbohrmaschinen. Bereits 1911 wurde die Mariazellerbahn elektrifiziert und eine Fahrleitung im Tunnel eingezogen.
2013 wurde der Tunnel durch ELIN mit neuer Sicherheitstechnik ausgestattet, dies beinhaltet u. a. neue Handläufe mit LED-Beleuchtung sowie Verlegung aller Hochspannungsleitungen in einen Kabeltrog.